# Сарапулка (Новосибірська область)
Сарапулка (рос. Сарапулка) — село у Мошковському районі Новосибірської області Російської Федерації.
Входить до складу муніципального утворення Сарапульська сільрада. Населення становить 941 особа (2010).

## Історія
Згідно із законом від 2 червня 2004 року органом місцевого самоврядування є Сарапульська сільрада.

## Населення
| 2002 | 2007  | 2010 |
| ---- | ----- | ---- |
| 990  | ↗1121 | ↘941 |